# FDP-Bundesvertreterversammlung 1994
Koordinaten: 52° 22′ 27″ N, 9° 46′ 5,3″ O

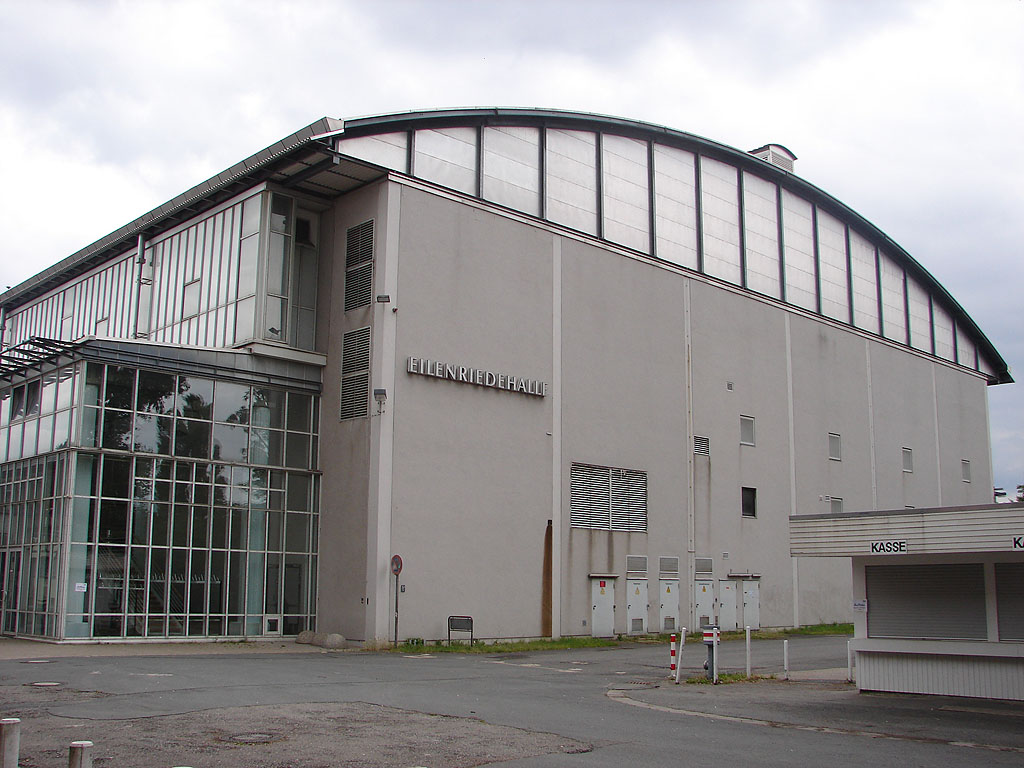
Eilenriedehalle

Die FDP-Bundesvertreterversammlung 1994 hielt die FDP am 22. Januar 1994 in Hannover ab. Es handelte sich um eine Vertreterversammlung zur Aufstellung der Liste für die Europawahl 1994.

## Beschlüsse
Die Delegierten beschlossen Leitsätze der FDP zur Europawahl 1994. Darin sehen sie als einzige Chance für die Zukunft ein vereintes Europa und wollen die Einheit Europas in Freiheit vollenden. Sie setzen sich dafür ein, dass der Schutz der natürlichen Lebensgrundlagen der Menschen zugunsten der europäischen Bürger und der künftigen Generationen in einer zukünftigen europäischen Verfassung verankert wird. Die Delegierten plädierten für eine „echte“ politische Union. Diese dürfe aber kein „zentralistischer Superstaat“ sein, sondern es müsse ein demokratischer Bundesstaat entstehen, in dem das Subsidiaritätsprinzip gelte. Gefordert wurde eine europäische Verfassung mit einem Grundrechtskatalog für europäische Bürgerrechte.
Die Delegierten wählten die Bundestagsabgeordnete Uta Würfel zur Spitzenkandidatin. 

## Kandidatenliste
Die Kandidaten 1 bis 8 nach Listenplätzen:
1. Uta Würfel, Saarland
2. Mechthild von Alemann, Nordrhein-Westfalen
3. Manfred Vohrer, Baden-Württemberg
4. Stefanie Wolf, Mecklenburg-Vorpommern
5. Klaus Wettig, Brandenburg
6. Georgios Chatzimarkakis, JuLis
7. Annette Sievers, Niedersachsen
8. Ute Georgi, Sachsen
9. Karl Patsch, Bayern
10. Martin Holzfuss, Hessen
11. Gisela Zeidler, Thüringen
12. Wilfried Hofmann, Sachsen-Anhalt
13. Knud Caesar, Berlin
14. Christian Ehlers, Auslandsgruppe
15. Karsten Marschner, Hamburg
16. Wolfgang Rumpf, Rheinland-Pfalz
17. Johann Stempfle, Schleswig-Holstein
18. Hans Heinrich Maaß-Radziwill, Bremen

## Wahlergebnis
Die FDP scheiterte bei der Europawahl am 12. Juni 1994 mit 4,1 Prozent an der 5%-Hürde. Damit verpassten alle Kandidaten den Einzug in das Europaparlament.